# Тисовец
Ти́совец (словац. Tisovec, венг. Tisovec) — городок в центральной Словакии около Римавской Соботы. Население — около 4,2 тысяч человек.

## Население
| Год:                | 1994 | 2004    | 2014    | 2024     |
| ------------------- | ---- | ------- | ------- | -------- |
| Количество человек: | 4280 | 4116    | 4223    | 3587     |
| Разница:            |      | −3,83 % | +2,59 % | −15,06 % |

## Персоналии
- Дакснер, Штефан Марко (1823—1892) — словацкий общественный деятель, писатель, будитель. Один из руководителей словацкого национального движения в 1848—1849 годов.